# 車輪之國，向日葵的少女
《车轮之国，向日葵的少女》（車輪の国、向日葵の少女）是由日本AKABEiSOFT2制作的十八禁恋爱冒险游戏，于2005年11月25日发售。其续作《车轮之国，悠久的少男少女》于2007年1月26日发售。Xbox360移植版《车轮之国，向日葵的少女》2010年10月28日发售。PSP版2012年2月23日发售。PS3版2013年2月28日发售。

## 剧情

### 世界观
世界观设定为在架空世界中一个与现代的日本相似的国家。与现实社会中的司法体系不同，该国依靠“特别高等人”制度来维持社会秩序。一般的民众对特别高等人只能言听计从，一旦做出不利于社会的行为，就会被课以相应的“义务”。负有“义务”的人必须佩戴相应的标志，同时受到特别高等人的监督。特别高等人是经过特别训练和考试的，理性和社会秩序的维护人，他们不仅掌握着社会的资源，对负有义务的人有至高无上的权威。

### 故事概要
主人公森田贤一是以“特别高等人”为目标的候补生，经过多年的努力和磨难之后，他准备接受特别高等人最后阶段的考试。为此他回到七年前离开的家乡边境小镇。只要完成小镇上三个负有义务的少女的监督和更生（甦生），他就可以正式成为特别高等人。经过几个月的艰苦努力，预期目标全部达成。然而在这个过程中，主人公一步步揭开自己的童年记忆，在取得特别高等人头衔的同时，他必须用全部的智慧和力量与自己的过去以及国家机器做斗争。
全剧情分为五章，穿插了描写人和社会关系的伏笔和心理描写。

## 登场人物
森田贤一（Morita Kenichi，声优：无）
男主角，特別高等人候補生，本名樋口健，養父是樋口三郎，有一個沒有血緣關係的姐姐璃璃子。幼時與日向夏笑、三廣幸和卯月塞匹亞是玩伴。父親發動的內亂失敗後，被法月將臣救起，隨後被迫投入特別高等人的訓練中，曾經作為僱傭兵在南方國家作戰半年。歸來後，作為特別高等人訓練科目之一，開辦了IT企業「森田賢一強到爆」公司，自任社長，因為不擅長跟女性交流而傳為業界奇聞。現在已經不擔任社長職務，但是仍然持有一定數量的股份。隨身攜帶一隻鋁合金公文包，喜歡讀科幻小說。
在本篇終章里破解了法月將臣曾經無法破解的死局。
日向夏咲（Hinata Natsumi，声优：新城麻奈）
背負著「不允許戀愛」特別義務的少女，背負義務的原因是被求愛不成的富家子弟誣告欠債，在警察的刑訊逼供下被迫承認，從而負上了義務。喜歡一個人獨處，尤其喜歡在小鎮入口的向日葵田里發呆，對與異性的接觸過分敏感。樋口健的童年玩伴之一，一直在等著小健（樋口健的暱稱）的歸來。
三广幸（Mitsuhiro Sachi，声优：芹園宮）
背負著「一天12個小時」義務的少女，每天晚上七點到次日早上七點是法定的服用藥物來「停止」的時間，背負義務的原因是，內亂結束後沉迷於賭博，因為欠債導致破產，便以背負義務來免除還債。有一個撿來的妹妹瑪娜，表面上對妹妹不甚關心，實際上是擔心瑪娜對自己放棄繪畫事業而沮喪。沒有固定的工作，靠在網上炒外匯維持自己和妹妹的生活。樋口健的童年玩伴之一，一直惦記著樋口三郎答應在山洞裡留給她的寶藏。
大音灯花（Ōne Tōka，声优：紫華菫）
背負著「聽從大人」義務的少女，背負義務的原因是親生父母虐待。全靠現在的養母，也就是森田賢一所在班級的班主任大音京子將她帶到遠離中央都市的小鎮撫養。喜歡吃甜食，但因背負義務而受限制。雖然是班長但是學習成績很差，因而班上的同學並不排斥她。志向是成為廚師，年幼時跟正在讀大學的樋口璃璃子有過交情，對自己的親生父母和大音京子抱有複雜而矛盾的感情。
樋口璃璃子（Higuchi Ririko，声优：籐野らん）
森田賢一的姐姐，但沒有血緣關係，內亂失敗後被課以最嚴厲的義務「死亡」，被禁止與任何人以任何形式接觸交流。
卯月塞匹亚（Uzuki Sepia，声优：盛啓介）
本名磯野一太朗，卯月塞匹亞是自稱。森田賢一的同班同學，用語飄忽，行動詭異，自稱是童話作家。樋口健童年的玩伴之一，樋口三郎政治理念的支持者，通過偽裝甚至可以讓先進的精神鑒定技術誤判其為精神病，在山上有一座秘密小屋作為根據地。
法月将臣（Hōzuki Masaomi，声优：若本規夫）
特別高等人，曾是樋口三郎的同事，七年前拯救過瀕死的樋口健，現在是森田賢一的考官和直接指導者。性格冷酷嚴厲，意志堅定，為了達成自己的目的不惜一切代價，有過一段不為人知的過去（參見《車輪之國，悠久的少男少女》）。因為左腳殘疾而隨身攜帶一根枴杖，經常把枴杖當做武器來用。
玛娜（Mana，声优：神月葵）
數年前因本國內戰成為難民少女，被三廣幸撿來，稱呼三廣幸為「姐姐」，沒有戶口和合法身份。為了攢錢給姐姐買繪畫工具而在超市打工，通情達理，情商很高。
大音京子（Ōne Kyōko，声优：風音）
大音燈花的母親，森田賢一所在班級的班主任。父親是國家的高級官員，目前獨自撫養燈花。
南云绘理（Nagumo Eri，声优：倉田まりや）
和森田賢一一同參加特別高等人最後階段測驗的候補生，在向日葵田邊出場後即因遲到（遲到原因參見《車輪之國，悠久的少男少女》）。而被法月將臣當場槍殺。
樋口三郎（Higuchi Sagurō，声优：无）
森田賢一的養父和樋口璃璃子的生父，前特別高等人，七年前因為領導反對特別高等人制度的內亂而去世。官方記載稱為恐怖分子，擁護者則稱之為革命家。生前很有女人緣，常帶不同的女人回家。

## 主題曲
片头曲：《紅空恋歌》（あかぞられんか）
作词·作曲·演唱：片霧烈火，编曲：Morrigan，小提琴演奏：Weisswurst
插入曲：《そらの隙間》
作词：上條貴史，作曲·编曲：MANYO，演唱：片霧烈火
片尾曲：《祝福の大地、暁光の世界》
作词·作曲·演唱：片霧烈火，编曲：Morrigan

## 漫画
同名漫画自2008年7月號至2011年2月號在《月刊Comic電擊大王》上连载，作画者是宇佐美涉。3本單行本於2010年7月27日至2011年4月27日發售。

## 評價
本作移植版獲得「萌系遊戲大賞2010」PG金獎。

## 註腳
1. ↑  . Getchu.com.   [2014-05-06]. （原始内容存档于2019-12-30） （日语）.
2. ↑  . Amazon.co.jp.   [2014-12-15] （日语）.
3. ↑  . Amazon.co.jp.   [2014-12-15] （日语）.
4. ↑  . 萌系遊戲大賞實行委員會.   [2014-05-06]. （原始内容存档于2015-04-02） （日语）.